# Kalhat
Kalhat ili Galhat (arapski: قلهات‎, Qalhat) je stari utvrđeni grad koji se nalazi na istočnoj obali Omana, u pokrajini Istočni Oman, oko 20 km sjeverno od grada Sura, glavnog grada regije. 
Drevni grad Kalhat je upisan na UNESCO-ov popis mjesta svjetske baštine u Aziji 2018. godine, sljedeće godine je upisana na popis ugroženih mjesta svjetske baštine jer „predstavlja jedinstveno arheološko svjedočanstvo o trgovinskim vezama između istočne obale Arabije, istočne Afrike, Indije, Kine i jugoistočne Azije”.

## Povijest i odlike
Grad, osnovan u 2. st., razvio se kao glavna luka na istočnoj obali Arabije između 11. i 15. stoljeća, za vrijeme vladavine knezova Hormuza. Grad je služio kao važna postaja u široj trgovinskoj mreži Indijskog oceana (sosbito u trgovini konjima.), a bio je i drugi grad Kraljevine Hormuz.
Marko Polo ga je posjetio u 13., a Ibn Batuta u 14. stoljeću. Tijekom svog posjeta, Ibn Batuta je istaknuo kako Kalhat ima „lijepe bazare i jednu od najljepših džamija”. Nadalje, napomenuo je da je džamiju izgradila Bibi Marjam i imala je zidove ukrašene „kašanima” (perzijski ornament). Naime, Bibi Marjam je nastavila je vladati Kalhatom i Hurmuzom nakon smrti svog supruga Ajaza 1311. ili 1312. godine. Prema usmenoj tradiciji, grad je tada bio pogođen potresom.
Pokrivajući više od 60 hektara (240.000 m²), drevni grad bio je okružen unutarnjim i vanjskim zidinama koji su sadržavali kuće i trgovine, dok su izvan zidina bile nekropole. Pronađeni su artefakti iz daleke zemlje kao što su Perzija i Kina. Danas je vrlo malo ostalo od drevnog grada Kalhata, tek neumjesni mauzolej Bibi Marjam.
God. 1508. Kalhat je opljačkao portugalski moreplovac Afonso de Albuquerque.
Omanski LNG LLC S.A.O.C. u posjedu Qalhat LNG terminala nalazi se u luci Kalhata.